# コヴァスナ県
| 県章 コヴァスナ県の位置 |                      |
| 地域                    | 中央地域             |
| 歴史的な地域            | トランシルヴァニア   |
| 県都                    | スフントゥ・ゲオルゲ |
| 面積                    | 3,710km2             |
| 人口                    | 200,042人（2021年）  |
| 人口密度                | 54人/km2             |
| ISO 3166-2              | RO-CV                |

コヴァスナ県（コヴァスナけん、Judeţul Covasna）は、ルーマニアのトランシルヴァニア地方にある県。県都はスフントゥ・ゲオルゲである。

## 人口統計
人口は200,042人（2021年国勢調査）である。民族構成は下記の通り。
- マジャル人（ハンガリー人） - 133,444人
- ルーマニア人 - 42,752人
- ロマ人 - 9,507人

ルーマニアの県では、隣接するハルギタ県に次いでマジャル人の割合が高い。コヴァスナ県のマジャル人は、主にセーケイ人である。
| 年   | 県人口  |
| ---- | ------- |
| 1948 | 157,166 |
| 1956 | 172,509 |
| 1966 | 176,858 |
| 1977 | 199,017 |
| 1992 | 233,256 |
| 2002 | 222,449 |
| 2011 | 210,177 |
| 2021 | 200,042 |

## 地理
コヴァスナ県の総面積は3,710 km2である。
起伏が大きい地域は、主に東カルパティア山脈に属する山地にあり、県のほとんどの都市は川に沿った低地地帯にある。県を流れる主要な川としてオルト川が挙げられる。県都のスフントゥ・ゲオルゲも、オルト川流域に位置している。

### 隣接県
- ヴランチャ県・バカウ県（東）
- ブラショフ県（西）
- ハルギタ県（北）
- ブザウ県（南）

## 経済
コヴァスナ県は、海外・特にハンガリー人の投資家によって好まれる県の1つであった。県の主要産業には以下のものが挙げられる。
- 林業
- 繊維業
- 電気機械工業
- 食品工業

## 観光
コヴァスナ県の観光客の目的地には、次のものが挙げられる。
- スフントゥ・ゲオルゲ
- 山地周辺のリゾート地
  - コヴァスナ
  - チェタツィレ・パグニロール（ハンガリー語: Bálványos）
  - ヴルチェレ
- 山地
  - バラオルト山地
  - ボドック山地
  - ネミラ山地
  - ウントルスラ山地

## 政治
コヴァスナ県議会は、30議席からなる。
| 政党：                             | 議席数 |
| ---------------------------------- | ------ |
| ハンガリー人民主同盟               | 22     |
| トランシルヴァニア・ハンガリー同盟 | 3      |
| 民主自由党                         | 3      |
| 社会民主党                         | 2      |

## 行政区画
コヴァスナ県は2の都市、3の町と40の基礎自治体に分かれている。
都市
- スフントゥ・ゲオルゲ - 県都、人口61,543人
- トゥルグ・セクイエスク（en:Târgu Secuiesc）

町
- コヴァスナ
- バラオルト
- ウントルスラ・ブザウルイ

小自治体
| - Aita Mare - Arcuş - Barcani - Băţani - Belin, Covasna - Bixad, Covasna - Bodoc - Boroşneu Mare - Brăduţ - Brateş | - Breţcu - Catalina, Covasna - Cernat - Chichiş - Comandău - Dalnic - Dobârlău - Estelnic - Ghelinţa - Ghidfalău | - Hăghig - Ilieni - Lemnia - Malnaş - Mereni, Covasna - Micfalău - Moacşa - Ojdula - Ozun - Poian | - Reci - Sânzieni - Sita Buzăului - Turia, Covasna - Vâlcele, Covasna - Valea Crişului - Valea Mare, Covasna - Vârghiş - Zăbala - Zagon |